# Чобанешти (Арђеш)
Чобанешти (рум. Ciobănești) насеље је у Румунији у округу Арђеш у општини Бабана. Oпштина се налази на надморској висини од 421 m.

## Становништво
Према подацима из 2002. године у насељу је живело 706 становника, од којих су сви румунске националности.